# Matthew Simmons
Matthew Simmons (Matthew R. „Matt“ Simmons;) (* 7. April 1943; † 8. August 2010) war ein US-amerikanischer Investmentbanker und Vorsitzender der auf den Energiesektor spezialisierte Investmentgesellschaft Simmons & Company International.
Simmons war Vertreter der Peak-Oil-Theorie, nach der schon bald die Preise für Rohöl aufgrund der wachsenden Nachfrage bei gleichzeitig zurückgehenden Förderraten auf den großen Ölförderfeldern der Welt drastisch ansteigen werden. Für sein in den USA vieldiskutiertes Buch Twilight in the Desert: The Coming Saudi Oil Shock and the World Economy hat Simmons mehrere Wochen lang in Saudi-Arabien recherchiert, um – zum ersten Mal überhaupt – objektive Daten über die tatsächlich noch vorhandene Öl-Fördermengen in dem Königreich zu erhalten. Simmons war überzeugt, dass das arabische Königreich inzwischen den „Peak Point“ erreicht hat und seine Förderraten nunmehr stetig zurückgehen werden: „When Saudi Arabia has peaked, the world has peaked“ – Wenn Saudi-Arabien sein Fördermaximum erreicht hat, dann hat dies ebenso die Welt (Simmons).
Simmons sagte (2005) für 2010 einen Ölpreis von mindestens 200 Dollar pro Fass voraus und hatte darauf mit John M. Tierney, einem Wirtschaftsjournalist der New York Times eine öffentliche Wette über (dann) 10.000 Dollar abgeschlossen. Tierney gewann die Wette, die auch nach Simmons Tod weiterlief und kommentierte dies pointiert „for now I’d say that Julian Simon’s advice remains as good as ever. You can always make news with doomsday predictions, but you can usually make money betting against them“ (, deutsch: „Für den Moment würde ich sagen, dass Julian Simons Ratschläge so gut sind wie eh und je. Mit Weltuntergangsprophezeihungen kann man zwar immer Schlagzeilen machen, Geld verdient man jedoch, indem man gegen sie hält.“)
Er war einige Zeit als Energieberater für den U.S. Präsidenten George H. W. Bush tätig und war außerdem Mitglied in einflussreichen Organisationen wie dem National Petroleum Council sowie dem Council on Foreign Relations.
2007 gründete Matt Simmons das Ocean Energy Institute (OEI), eine Denkfabrik, die die Entwicklung der erneuerbaren Energien im Bereich Meeresenergie fördern soll. In einem Projekt soll mit Hilfe von off-shore Windkraftanlagen Energie gewonnen werden. Diese könnte unter anderem zur Elektrolyse von Meerwasser oder zur Ammoniak-Herstellung nach dem Haber-Bosch-Verfahren eingesetzt werden. Das Projekt soll dazu beitragen, die USA von ihrer Erdölabhängigkeit zu befreien.
Juni 2010 kündigte Simmons an er wolle sich ganz dem Ocean Energy Institute widmen und gab sein Rückzug aus der Simmons & Company International bekannt.
Simmons wurde mit scharfer Kritik und Vertuschungsvorwürfen an British Petroleum (BP) im Zusammenhang mit der Ölkatastrophe im Golf von Mexiko durch die Explosion der Ölbohrplattform Deepwater Horizon vom 20. April 2010 bekannt.
Am 8. August 2010 wurde er tot im Whirlpool seines Sommerhauses in North Haven  aufgefunden, als Todesursache wurde Ertrinken nach einem Herzanfall bekannt gegeben.

## Werke
- Twilight in the Desert. The Coming Saudi Oil Shock and the World Economy. Wiley & Sons, 2005, ISBN 0-471-73876-X.
Deutsche Ausgabe: Wenn der Wüste das Öl ausgeht. FinanzBuch, München 2006, ISBN 978-3-89879-227-1 (Spekulieren auf die Zeit ohne Öl, Rezension in der Frankfurter Allgemeinen Sonntagszeitung, 10. Dezember 2006)